# Miasteczko Śląskie Brynica
Miasteczko Śląskie Brynica – nieczynny przystanek kolejowy w Miasteczku Śląskim, w dzielnicy Brynica; w województwie śląskim, w Polsce.